# Bradysia microcteniuni
Bradysia microcteniuni är en tvåvingeart som beskrevs av Yang och Zhang 1987. Bradysia microcteniuni ingår i släktet Bradysia och familjen sorgmyggor. Inga underarter finns listade i Catalogue of Life.